# Klenowoje (Kaliningrad, Prawdinsk)
Grüneberg (russisch Кленовое, deutsch Grüneberg, Kreis Gerdauen) ist ein Ort in der russischen Oblast Kaliningrad (Gebiet Königsberg (Preußen)) und gehört zur Gorodskoje posselenije Schelesnodoroschnoje (Stadtgemeinde Schelesnodoroschny (Gerdauen)) im Rajon Prawdinsk (Kreis Friedland (Ostpr.)).

## Geographische Lage
Klenowoje liegt an der russischen Fernstraße A 196 (ehemalige deutsche Reichsstraße 131) zwischen der alten Kreisstadt Schelesnodoroschny (Gerdauen) und der jetzigen Rajonshauptstadt Prawdinsk (Friedland (Ostpr.)).

## Geschichte
Der einst Grüneberg genannte Ort war ursprünglich ein Vorwerk des Gutsdorfs Schakenhof (russisch: Dworkino) und geschichtlich naturgemäß mit der „Muttergemeinde“ aufs Engste verbunden. Schakenhof bildete zwischen 1874 und 1945 einen eigenen Amtsbezirk innerhalb des Landkreises Gerdauen im Regierungsbezirk Königsberg der preußischen Provinz Ostpreußen.
Als 1945 der Norden Ostpreußens zur Sowjetunion kam, gehörte Grüneberg dazu und erhielt 1947 die Umbenennung in „Klenowoje“. Bis 2009 war der Ort innerhalb der seit 1991/92 russischen Oblast Kaliningrad in den Wischnjowski sowjet (Dorfsowjet Wischnjowoje (Altendorf)) eingegliedert. Danach wurde Klenowoje aufgrund einer Struktur- und Verwaltungsreform eine als „Siedlung“ (russisch: possjolok) eingestufte Ortschaft innerhalb der Gorodskoje posselenije Schelesnodoroschnoje (Stadtgemeinde Schelesnodoroschny (Gerdauen)) im Rajon Prawdinsk.

## Kirche
Mit seiner überwiegend evangelischen Bevölkerung war Grüneberg bis 1945 in das Kirchspiel Friedenberg (russisch: Dworkino) im Kirchenkreis Gerdauen (Schelesnodoroschny) innerhalb der Kirchenprovinz Ostpreußen der Kirche der Altpreußischen Union eingepfarrt.
Heute liegt Klenowoje im Einzugsbereich der Auferstehungskirchengemeinde in Kaliningrad (Königsberg) innerhalb der Propstei Kaliningrad der Evangelisch-Lutherischen Kirche Europäisches Russland (ELKER).